# Góry Rdułtowskie
Góry Rdułtowskie (przed 2017 Rdułtowskie Góry) – wieś w Polsce położona w województwie łódzkim, w powiecie piotrkowskim, w gminie Gorzkowice.
Przed 2017 rokiem miejscowość nosiła nazwę Rdułtowskie Góry.
W latach 1975–1998 miejscowość administracyjnie należała do województwa piotrkowskiego.